# Clifford Severn
Clifford Severn (Johannesburg, 21 settembre 1925 – Los Angeles, 4 giugno 2014) è stato un attore statunitense.
Era il figlio del dottor Clifford Brill Severn (1890-1981). I suoi genitori erano emigrati dal Sudafrica a Los Angeles poco prima della sua nascita. Aveva sette fratelli che erano tutti attori bambini: Venetia Severn, Yvonne Severn, Raymond Severn, Ernest Severn, Christopher Severn, William Severn e Winston Severn.

## Biografia
Come i suoi fratelli Winston e Raymond, Cliff Severn ha giocato per la Nazionale di cricket degli Stati Uniti d'America.
Nel ruolo di Clifford Severn (nei film del 1940 come Clifford Severn Jr), è apparso in particolare nei film A Christmas Carol e nel film di guerra They Live in Fear.

## Morte
Morì a Los Angeles nel 2014 all'età di 88 anni.

## Filmografia parziale
- Jalna, regia di John Cromwell (1935)
- The Perfect Gentleman, regia di Tim Whelan (1935)
- Dolce inganno (Quality Street), regia di George Stevens (1937)
- Il principe e il povero (The Prince and the Pauper), regia di William Keighley (1937)
- Our Gang Follies of 1938, regia di Gordon Douglas (1937)
- Il vascello maledetto (Kidnapped), regia di Alfred L. Werker (1938)
- A Christmas Carol, regia di Edwin L. Marin (1938)
- Man About Town, regia di Mark Sandrich (1939)
- Gaucho Serenade, regia di Frank McDonald (1940)
- I ribelli dei sette mari (Captain Caution), regia di Richard Wallace (1940)
- Duello mortale (Man Hunt), regia di Fritz Lang (1941)
- Com'era verde la mia valle (How Green Was My Valley), regia di John Ford (1941)
- Il figlio della furia (Son of Fury: The Story of Benjamin Blake), regia di John Cromwell (1942)
- Sono un disertore (This Above All), regia di Anatole Litvak (1942)
- Atlantic Convoy, regia di Lew Landers (1942)
- Prigionieri del passato (Random Harvest), regia di Mervyn LeRoy (1942)
- Per sempre e un giorno ancora (Forever and a Day), regia di Edmund Goulding e Cedric Hardwicke (1943)
- They Live in Fear, regia di Josef Berne (1944)